# Unai Cuadrado
Unai Cuadrado Ruiz de Gauna (Eribe, 26 september 1997) is een Spaans voormalig wielrenner.

## Carrière
In 2018 werd Cuadrado negende op het door Iñigo Elosegui gewonnen nationale kampioenschap op de weg voor beloften. Een jaar later maakte hij de overstap naar Equipo Euskadi. Zijn eerste toptwintignotering behaalde hij in april in de Klasika Primavera, waar hij achttiende werd. Een maand later werd hij zestiende in het eindklassement van de Ronde van Asturië en negentiende in dat van de Ronde van Madrid. In de Ronde van Aragon werd hij, op 48 seconden van winnaar Eduard Prades, veertiende. Wel eindigde hij daar bovenaan het jongerenklassement, met een voorsprong van veertien seconden op Juan Pedro López. In de Orlen Nations Grand Prix en de Grote Prijs Priessnitz spa, die beide uitmaakten van de UCI Nations' Cup U23, werd hij respectievelijk vijfde en zevende. 
Omdat zijn ploeg in 2020 een stap hogerop zette, werd Cuadrado dat jaar prof. In het tweede deel van het door de coronapandemie onderbroken seizoen werd Cuadrado onder meer twaalfde in het eindklassement van de Trofeo Joaquim Agostinho en vijfde in de Prueba Villafranca de Ordizia. In 2021 maakte hij zijn debuut in de WorldTour met een deelname aan de Ronde van het Baskenland.

## Overwinningen
2019
Jongerenklassement Ronde van Aragon

## Ploegen
- 2019 –  Equipo Euskadi
- 2020 –  Euskaltel-Euskadi[1]
- 2021 –  Euskaltel-Euskadi
- 2022 –  Euskaltel-Euskadi
- 2023 –  Euskaltel-Euskadi
- 2024 –  Euskaltel-Euskadi

Angulo · Aristi · Azparren · Azurmendi · Ballarin · Bizkarra · Bou · Canal · Cuadrado · Etxeberria · Goikoetxea · Iribar · Irizar · Isasa · Iturria · Juaristi · Lobato · Martín · Maté ·  Soto · Lasa (stagiair) · Mintegui (stagiair)
E. Azparren · X. Azparren · Azurmendi · Ballarin · Berasategi · Bizkarra · Bou · Canal · Cuadrado · Etxeberria · Goikoetxea · Iribar · Isasa · Iturria · Juaristi · Lobato · López de Abetxuko · Martín · Maté ·  Soto
Aberasturi · Alustiza · Azparren · Azurmendi (tot 15/4) · Berasategi · Bizkarra · Bonillo · Bou · Cañellas · Cuadrado · de la Parte · Etxeberria · Fouché · Isasa · Iturria · Juaristi · López de Abetxuko · Martín · Maté · Mintegi · Zubeldia · Ganzabal (stagiair)